# رز وود، نیو ساوت ولز
رز وود (به انگلیسی: Rosewood) یک روستا در استرالیا است که در نیو ساوت ولز واقع شده‌است.